# Johannes Classen
Pour les articles homonymes, voir Classen.
Johannes Classen, né le 21 novembre 1805 à Hambourg et mort dans la même ville le 31 août 1891, est un pédagogue, enseignant et directeur de lycée, et un philologue allemand.

## Biographie
Johannes Classen est le fils d'un courtier en café, Georg Friedrich Classen, et de son épouse Catharina Maria née Wetegrove ; il naît dans le quartier Sankt Georg de Hambourg. Il fait ses études secondaires de 1820 à 1824 au Johanneum de Hambourg.
Il effectue ses études universitaires en philologie grecque et latine et en histoire à l'université de Leipzig en 1825, où il a pour professeurs Gottfried Hermann et Christian Daniel Beck, puis à partir de 1826 à l'université de Bonn, où il a pour professeur Barthold Georg Niebuhr ; il obtient son doctorat en philosophie en 1829, avec une thèse de philologie rédigée en latin (De grammaticae Graecae primordiis), ainsi que le titre de Privatdozent. Il donne des cours particuliers pour vivre ; à partir de 1827, il est le précepteur du fils de Niebuhr, Marcus ; il est hébergé dans la maison de son professeur. Ce dernier l'associe à ses travaux de recherche pour son édition du Corpus scriptorum historiae Byzantinae (il éditera ainsi en 1839 la Chronographie de Théophane le Confesseur dans cette collection) et l'envoie en 1828 pendant cinq mois à Leyde et à Paris pour des recherches en bibliothèque. Quand Niebuhr et sa femme meurent tous deux en 1831 à neuf jours d'intervalle, Classen prend en charge leurs quatre enfants orphelins et les conduit à Kiel pour les confier à la belle-sœur de Niebuhr. En 1831-1832, il obtient un poste à l'université de Kiel, où il se fait une réputation d'excellent enseignant.
Il est engagé à Pâques 1832 comme professeur adjoint au lycée de Joachimsthal à Berlin, puis en 1833 comme professeur titulaire au  Katharineum à Lübeck où il va enseigner pendant vingt ans le grec, le latin, l'allemand et l'histoire. Il y aura pour élèves l'écrivain Theodor Storm en 1835-1837, le philologue Georg Curtius, le poète Emanuel Geibel qui lui dédiera (« seinem teuren Lehrer und Freunde in dankbarer Verehrung ») en 1875 son recueil Classisches Liederbuch. Griechen und Römer in deutscher Nachbildung, l'historien et égyptologue Eduard Meyer, le  philologue et archéologue Otto Jahn. Il épouse le 31 mars 1834 Caroline Wattenbach, sœur de l'historien médiéviste Wilhelm Wattenbach. En 1833 il intègre la Gesellschaft zur Beförderung gemeinnütziger Tätigkeit (Société pour la promotion des activités d'utilité publique), qu'il dirige de 1848 à 1851.

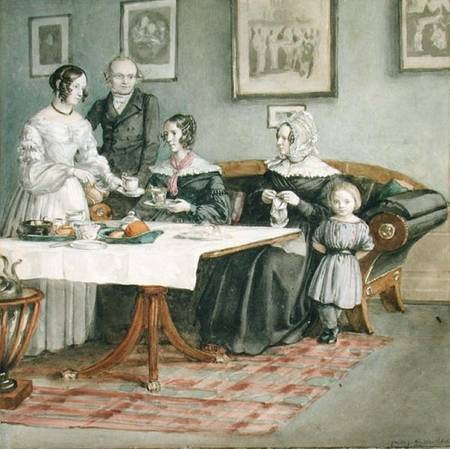
Carl Julius Milde, Le professeur Johannes Classen avec sa famille, aquarelle, vers 1845-1850, Kunsthalle de Hambourg.

En 1853, il prend la direction du lycée Lessing à Francfort-sur-le-Main. Le lycée avait connu le déclin sous le directeur précédent, Johann Theodor Vömel ; sous la direction de Classen, il retrouve sa réputation. Classen obtient en 1855 du Consistorium, l'administration scolaire de la ville de Francfort, une réforme du programme scolaire, des examens et du règlement du lycée (pour obtenir l'Abitur, il faut avoir fréquenté le lycée pendant sept ans - contre six auparavant - et réaliser au cours du dernier semestre un mémoire en latin) ; il engage des enseignants qualifiés, comme les historiens Johannes Janssen et Georg Ludwig Kriegk, ou le philologue Alfred Fleckeisen, introduit des cours de gymnastique, modernise et enrichit la bibliothèque,.
En 1864, Classen quitte Francfort (Tycho Mommsen lui succède à la direction du lycée) pour prendre à Hambourg, sa ville natale, la direction du Johanneum, poste qu'il occupera jusqu'à sa retraite en 1874. Il s'efforce de faire évoluer prudemment ce lycée humaniste traditionnel, fondé en 1529, vers un enseignement davantage ouvert aux mathématiques et aux sciences naturelles ; sans abandonner la dissertation en latin, il essaie de promouvoir la dissertation en allemand ; comme à Francfort, il introduit l'enseignement de la gymnastique, modernise et développe la bibliothèque,,. Il participe à la vie culturelle de Hambourg en tant que membre de la Geographische Gesellschaft et du Verein für Hamburgische Geschichte, où il donne des conférences.
Il prend sa retraite en 1874 et se consacre à ses recherches en philologie ; il termine en 1879 la publication de l'ensemble des œuvres de Thucydide en huit volumes. En 1879, un comité formé de ses anciens élèves (dont le maire de Lübeck, Theodor Behn, Emanuel Geibel, Ernst et Georg Curtius, le maire de Hambourg Hermann Weber) lui offre, à l'occasion du cinquantième anniversaire de son doctorat, une bourse pour un séjour d'études en Italie et en Grèce, qu'il effectue de septembre 1879 à mai 1880 : il se rend à Florence, Sienne, Rome, Pompéi, Naples, Capri, en Sicile, à Athènes où il rencontre Heinrich Schliemann, Nauplie, Mycènes, Olympie où il retrouve Ernst Curtius qui en mène les fouilles depuis 1874.
Classen meurt le 31 août 1891 à Hambourg ; il est enterré au cimetière d'Ohlsdorf.
En 1950 et 1951, deux voies de Hambourg sont nommées en son honneur : le Classenweg et le Classenstieg dans le quartier de Wellingsbüttel.

## Publications (sélection)
- (la) De grammaticae graecae primordiis dissertatio inauguralis, Bonn, E. Weber, 1829, 85 p. (lire en ligne ).
- (grc + la) Theophanes. Chronographia, Bonn, E. Weber, coll. « Corpus scriptorum historiae Byzantinae » (no 42-43), 1839-1841, 2 vol. (lire en ligne ).
- (de) Friedrich Jacob, Director des Catharineums in Lübeck, in seinem Leben und Wirken. Nebst Mittheilungen aus seinem ungedruckten poetischen und prosaischen Nachlaß und seinem Bildniß in Kupferstich, Iéna, Frommann, 1855.
- (de) Beobachtungen über den homerischen Sprachgebrauch, Francfort, H. L. Brönner, 1854-1857, 4 vol..
- (de) Jacob Micyllus. Rector zu Frankfurt und Professor zu Heidelberg von 1524 bis 1558, als Schulmann, Dichter und Gelehrter, Francfort, Verlag für Kunst und Wissenschaft, 1859, 315 p. (lire en ligne ).
- (grc + de) Thukydides. Erklärt von J. Classen, Berlin, Weidmannsche Buchhandlung, 1862–1878, 8 vol..
- (de) Die ehemalige Handelsakademie des Professors J. G. Büsch und die Zukunft des akademischen Gymnasiums in Hamburg, Hambourg, Verlag W. Mauke Söhne, 1865 (lire en ligne ).
- (de) Barthold Georg Niebuhr, Gotha, Friedrich Andreas Perthes, 1876 (lire en ligne ).
- (de) Herodotus. Lebensabriss. Abweichungen seines ionischen Dialekts vom attischen, Iéna, Frommann, 1876 (lire en ligne ).
- (de) Barthold Georg Niebuhr: eine Gedächtnisschrift zu seinem hundertjährigen Geburtstage den 27. August 1876, Gotha, Friedrich Andreas Perthes, 1876, 181 p. (lire en ligne ).
- (de) Beobachtungen über den homerischen Sprachgebrauch, Francfort, C. Winter, 1879, 231 p.